# Província de Kabul

Districtes

La província de Kabul és una divisió administrativa de l'Afganistan, una de les diverses províncies que formen l'estat.
Tot i ser una de les més petites, és la més densament poblada. Està situada a l'est del país, a prop de la frontera amb el Pakistan, on hi passa el riu Kabul. És un territori muntanyós, eminentment agrícola, amb indústria a la capital.
Té una extensió de 4.462 km² i una població estimada de 3.140.000 habitants (2005).

## Districtes
| Districte        | Capital         | Població  | Àrea | Dades ètniques(%)                                                                     | Notes                                                 |
| ---------------- | --------------- | --------- | ---- | ------------------------------------------------------------------------------------- | ----------------------------------------------------- |
| Bagram o Bagrami | Bagram          | 85,000    |      | 70% paixtús, 30% tadjiks                                                              |                                                       |
| Chahar Asyab     | Qalai Naeem     | 32,500    |      | paixtús, tadjiks i hazares                                                            |                                                       |
| Deh Sabz         | Tarakhel        | 47,900    |      | 70% paixtús, 30% Tadjiks                                                              |                                                       |
| Farza            | Dehnawe Farza   | 19,100    |      | paixtús i tadjiks                                                                     | Creat el 2005 segregat del districte de Mir Bacha Kot |
| Guldara          | Guldara         | 20,300    |      | 50% paixtús, 50% tajidks                                                              |                                                       |
| Istalif          | Istalif         | 29,800    |      | 99% tadjiks, 1% altres                                                                |                                                       |
| Kabul            | Kabul (capital) | 2,536,300 |      | 45% tadjiks, 25% hazares, 25% paixtús, 2% uzbeks, 1% balutxis, 1% turkmens, 1% altres |                                                       |
| Kalakan          | Kalakan         | 26,900    |      | 90% tadjiks, 10% paixtús                                                              |                                                       |
| Khaki Jabbar     | Khak-i Jabbar   | 75,000    |      | 95% paixtús, 5% tadjiks                                                               |                                                       |
| Mir Bacha Kot    | Mir Bacha Kot   | 46,300    |      | 90% tadjiks, 10% paixtús                                                              | Subdividit el 2005                                    |
| Mussahi          | Mussahi         | 30,000    |      | 99% paixtús, 1% tadjiks                                                               |                                                       |
| Paghman          | Paghman         | 150,000   |      | 70% paixtús, 30% tadjiks                                                              |                                                       |
| Qarabagh         | Qara Bagh       | 67,700    |      | 60% tadjiks, 40% paixtús                                                              |                                                       |
| Shakardara       | Shakar Dara     | 72,900    |      | 90% tadjiks, 10% paixtús                                                              |                                                       |
| Surobi           | Surobi          | 150,000   |      | 90% paixtús i 10% de pashais                                                          |                                                       |